# أسامة العزوزي
أسامة العزوزي (مواليد 29 مايو 2001) هو لاعب كرة قدم مغربي يلعب مع نادي بولونيا في الدوري الإيطالي، والمنتخب المغربي.

## السيرة الذاتية
ولد أسامة في 29 مايو 2001 في بلدية إيده في هولندا وسط عائلة أمازيغية من الريفيون المغاربة المستقرون في هولندا ويعود أصله إلي جبال الريف، تحديدًا من قبيلة إبقوين الأمازيغية الموجودة حوالي مدينة الحسيمة في المغرب. كبر في فينندال بهولندا.
له أخ توأم أكبر منه بخمس دقائق فقط أنور العزوزي يلعب في الدوري الهولندي الدرجة الأولى و له أخ كبير آخر أشرف العزوزي. لديه أيضًا ابن عم يمارس كرة القدم الاحترافية، زكريا العزوزي.

## الصعيد الدولي
كان يلعب لهولندا لكنه قام بتغيير جنسيته الرياضية و اختار المغرب.
تنافس وفاز مع المنتخب المغربي بكأس الأمم الإفريقية تحت 23 سنة تحت قيادة المدرب عصام الشرعي.
يقال أنه خليفة اللاعب المغربي الأمازيغي سفيان أمرابط.

## الجدال المصري
أثار أسامة العزوزي جدلاً واسعًا بتصريحه المثير للجدل بعد المبارة، حيث انتقد بعض سلوكيات لاعبي المنتخب المصري بعد هزيمة المنتخب المصري في نهائي كأس أفريقيا تحت 23 سنة أمام المغرب مشيرًا أن لاعبي المنتخب المصري يتعمدون تضييع الوقت والتأثير على حكم المباراة بكثرة الإحتجاج حيث قال : «خصم صعب ولكن أعتقد أن منتخب مصر لا يلعبون كرة قدم، إنهم يبكون فقط ويسقطون على الأرض».
كما قال : «كنت أفضل الموت على أرض الملعب بدلاً من أنني أخسر أمام مصر». مما أثار تصريحه تفاعل كبير في مصر.

## حياته الشخصية
كما باقي الريفيون الأمازيغ، إنه لا يتكلم العربية أو الدارجة المغربية. يتكلم اللغة الأمازيغية و لهجتها الريفية : تريفيت و هي تعتبر لهجة الريفيون. كما يتكلم لغة بلاد ولادته هولندا : الهولندية و يتكلم الإنجليزية.

## الانجازات
المغرب تحت 23
- كأس الأمم الإفريقية : 2023[14]
- برونزية كرة القدم الأولمبية : 2024[15]

## وصلات خارجية
- أسامة العزوزي على موقع الاتحاد الأوربي (الإنجليزية)
- أسامة العزوزي على موقع قاعدة بيانات كرة القدم.إي يو (الإنجليزية)
- أسامة العزوزي على موقع ناشيونال فوتبول تيمز (الإنجليزية)
- أسامة العزوزي على موقع Soccerbase.com (لاعب) (الإنجليزية)
- أسامة العزوزي على موقع Soccerway.com (الإنجليزية)
- أسامة العزوزي على موقع عالم كرة القدم.نت (الإنجليزية)